# Paraguas

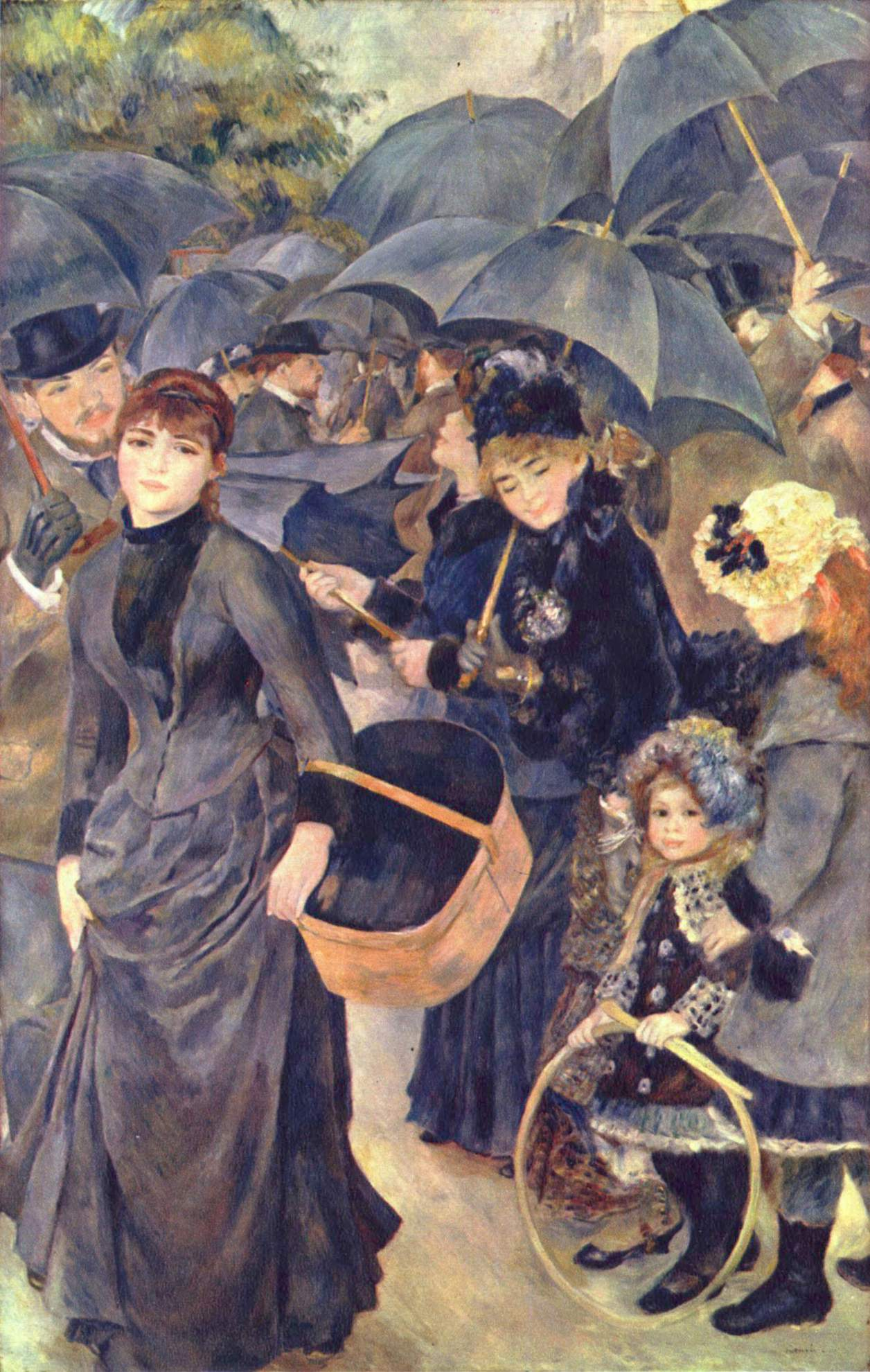
Los paraguas (1883) (Les Parapluies), por Pierre-Auguste Renoir.

Un paraguas es un objeto portátil para protegerse de la lluvia. Está formado por una superficie cóncava desplegable, normalmente de tela impermeable o plástico, sujeta a una superficie de varillas dispuestas alrededor de un eje central rematado en uno de sus extremos por una contera que le sirve de apoyo, y por el otro lado terminado en un mango o puño, adecuado para llevarlo con una mano. El ingenio compuesto por rayos y varillas permite cerrarlo cuando no llueve o en un lugar protegido. Un paraguas clásico cerrado puede servir de palo; no así, por su corto tamaño, la versión "de bolsillo", que tiene varillas que se pliegan por dos o más sitios, más cómodo para guardarlo cuando no llueve.
Tanto por su etimología como por su uso no debe confundirse con la sombrilla, también llamada parasol o quitasol.

## Historia[2]
Existen una serie de referencias gráficas desde el año 2400 a. C, aunque su invención se establece en el siglo XI a. C. en China. Este objeto fue extendido gracias a la ruta de la seda y fue utilizado en esta área principalmente para la protección contra el sol. Una de las referencias sobre este objeto en la antigüedad es el objeto que contiene la carroza del emperador Chino Qin Shi Huang, que recuerda a una especie de parasol. Esta carroza pertenece al ejército de terracota construido entre los años 246 hasta el 206 a. C.  
Su uso decayó tras la caída del Imperio Romano y no volvió a resurgir hasta el siglo XV donde fue utilizado nuevamente por la nobleza Francesa. 
En 1851 Samuel Fox desarrolló el marco de metal que utiliza el paraguas actualmente.

## El paraguas como arma
El paraguas es un utensilio que puede llegar a ser utilizado como un arma cuando se halle en combinación con otros elementos como un arma de fuego o elementos especialmente peligrosos escondidos. En el artículo 4 d del Reglamento de Armas (esto es en España) en su sección 4  se dice "Las armas de fuego para alojar o alojadas en el interior de bastones u otros objetos". 

## El paraguas en la cultura popular, el arte y la ficción.
Las referencias son numerosas:
- Fiestas regionales:
  - Celedón

- Arte:

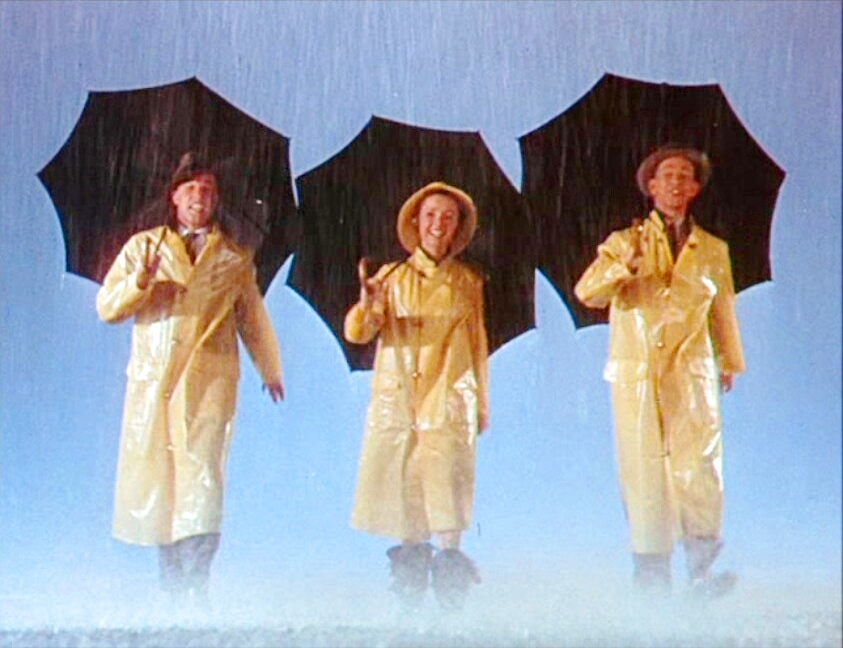
Paraguas en la película Cantando bajo la lluvia.

  - En la obra plástica de Christo y Jeanne-Claude.
  - Diversas esculturas en el Museo Ju Ming de Taiwán.

- Libros:
  - Mary Poppins, protagonista del libro del mismo título, escrito por Pamela L.Travers (1899-1994). Ilustrado por Marie Shepard.
  - Filosofía del diseño. En este libro el autor habla del diseño de diferentes elementos cotidianos y accesorios, entre ellos el paraguas:
- Personajes de películas:
  - Mary Poppins (del musical de Hollywood basado en el libro del mismo título).
  - Don Lockwood, (interpretado por Gene Kelly), personaje de la película Cantando bajo la lluvia.
  - La viuda Madame Emery y su hija Genevieve (interpretada por Catherine Deneuve) vendedoras de paraguas en otro musical más Los paraguas de Cherburgo.
  - El Pingüino, enemigo de Batman
  - "The umbrella academy" serie de niños con poderes sobrenaturales.

- Proyectos solidarios
  - The Umbrella Project:El "Umbrella Project" o "Proyecto paraguas" es un proyecto en el que niños participan en unas clases o clubs especiales pintando paraguas a mano. Estos se venden y los beneficios están destinados a niños necesitados.
  - Los paraguas de Lamb por la paz. Un hombre llamado Matt Lamb reunió en 2002 a treinta y ocho niños hijos de víctimas del atentado del 11 de septiembre en Nueva York en un taller para que pintaran sus sueños cada uno sobre un paraguas, exponiéndolos luego en el Capitolio. Desde entonces más de 500.000 personas han participado en el proyecto, cuyo mensaje se ha difundido por todo el mundo.

- Leyenda
  - El Karakasa es un Yokai de la Cultura japonesa que está basado en los paraguas.

- Música
  - El cantante Puertorriqueño Daniel Calveti compuso la canción Unbrella, la cual se basa en los paraguas, pero el grupo Pescado Vivo compuso una canción llamada Paraguas.

## Leyenda de Lu Mei[4]
Es una leyenda popular china sobre el origen del paraguas. La leyenda cuenta que Lu Mei desafió a su hermano a crear un objeto con el cual pudieran protegerse de la lluvia. 
Sin embargo no hay pruebas contrastables de que este episodio sea a través del cual se creó este objeto.

## Principales fabricantes en Europa
- Italia: Alviero Martini
- Reino Unido: Fox, Swaine Adeney
- España:, Fábrica de Paraguas Carballo, Rusqué
- Alemania: Schirm Oertel
- Francia: Ayrens, Alexandra Sojfer

## Sistemas de apertura
- Apertura manual: para ello, se utilizan las dos manos tanto para abrirlo como para cerrarlo. Se arrastra el deslizante a lo largo del mástil hasta que traba en la pestaña superior para abrirlo. Para plegarlo, por lo general se presiona un botón para liberar la pestaña y se debe retraer de manera manual hasta el mango.

- Apertura automática: es una de las más populares y sencillas de utilizar. Tan sólo se debe presionar un botón y se abre el paraguas. Para volver a plegarlo, se debe retraer manualmente el mecanismo.
- Apertura y cierre automático: uno de los más modernos, tan sólo se necesita apretar un botón tanto para abrirlo como para plegarlo. Este sistema es más frecuente verlo  en paraguas del tipo plegables o de bolsillo.
- Apertura inversa: es la más novedosa. Si bien se considera como apertura manual, lo llamativo es que el paraguas se despliega y pliega al revés. El gran beneficio es que la parte húmeda, queda siempre en el interior del paraguas cuando este es cerrado.